# Arnold Origi
Arnold Otieno Origi (* 15. November 1983 in Mathare) ist ein kenianischer Fußballtorhüter.
Arnold Origi spielte als Torwart in seiner Heimat seit 2001 für Mathare United Nairobi und in der Saison 2006/2007 für den Tusker FC Nairobi, bis er zur Saison 2007 nach Norwegen zum Moss FK wechselte, wo er in den beiden folgenden Spielzeiten 32 Mal zum Einsatz kam.
Für sein Heimatland Kenia kam er 18-mal in der Nationalmannschaft für die Harambee Stars zum Einsatz.